# 卡布韋縣

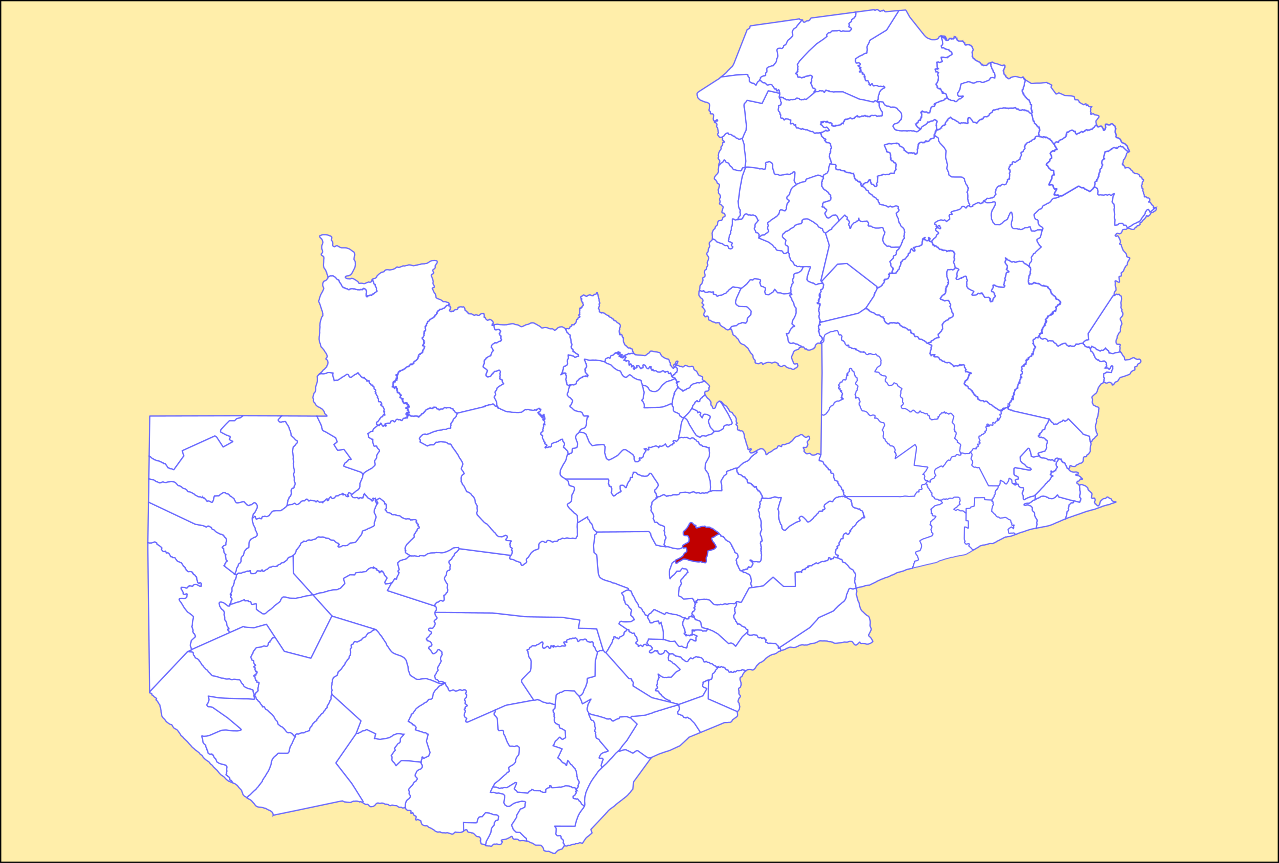

14°20′S 28°25′E / 14.333°S 28.417°E
卡布韋縣（英語：Kabwe District），是贊比亞的縣份，位於該國中部，由中央省負責管轄，首府設於卡布韋，面積1,572平方公里，2015年人口221,077，人口密度每平方公里140人。